# Orthotrichia sanya
Orthotrichia sanya is een schietmot uit de familie Hydroptilidae. De soort komt voor in het Afrotropisch gebied.